# Premiership 2024-2025 (Irlanda del Nord)
La NIFL Premiership 2024-2025, nota anche come Sports Direct Premiership per motivi di sponsorizzazione, è stata la 124ª edizione della massima serie del campionato nordirlandese di calcio, la dodicesima dopo il cambio di denominazione, iniziata il 9 agosto 2024 e terminata il 26 aprile 2025.
Il Larne è la squadra campione in carica, mentre il torneo è stato vinto dal Linfield, al suo cinquantasettesimo titolo nazionale.

## Stagione

### Novità
Dalla stagione precedente è stato retrocesso il Newry City, ultimo classificato. Al suo posto dalla Championship è stato promosso il Portadown primo classificato, di ritorno in massima serie dopo una sola stagione di serie cadetta.

### Formula
Le 12 squadre partecipanti si affrontano in un triplo girone di andata-ritorno-andata, per un totale di 33 giornate. Al termine, le squadre sono divise in due gruppi di 6, in base alla classifica; ogni squadra affronta poi per la quarta volta le altre formazioni del proprio gruppo, per un totale di altre 5 giornate.
La prima classificata è campione dell'Irlanda del Nord e si qualifica per la UEFA Champions League 2025-2026, mentre la seconda ottiene la qualificazione per la UEFA Conference League 2025-2026 e le squadre dal terzo al sesto posto partecipano a dei play-off per un ulteriore posto in Conference League.
L'undicesima classificata affronta in uno spareggio promozione-retrocessione la seconda classificata della Championship, mentre l'ultima classificata retrocede direttamente in Championship.

## Squadre partecipanti
| Club             | Città         | Stadio                 | Stagione precedente            |
| ---------------- | ------------- | ---------------------- | ------------------------------ |
| Ballymena Utd    | Ballymena     | The Showgrounds        | 11° in Premiership             |
| Carrick Rangers  | Carrickfergus | Loughshore Hotel Arena | 7° in Premiership              |
| Cliftonville     | Belfast       | Solitude               | 3° in Premiership              |
| Coleraine        | Coleraine     | The Showgrounds        | 6° in Premiership              |
| Crusaders        | Belfast       | Seaview                | 4° in Premiership              |
| Dungannon Swifts | Dungannon     | Stangmore Park         | 8° in Premiership              |
| Glenavon         | Lurgan        | Mourneview Park        | 10° in Premiership             |
| Glentoran        | Belfast       | The Oval               | 5° in Premiership              |
| Larne            | Larne         | Inver Park             | Campione dell'Irlanda del Nord |
| Linfield         | Belfast       | Windsor Park           | 2° in Premiership              |
| Loughgall        | Loughgall     | Lakeview Park          | 9° in Premiership              |
| Portadown        | Portadown     | Shamrock Prk           | 1° in Championship             |

## Prima Fase

### Classifica finale
|  | Pos. | Squadra          | Pt | G  | V  | N  | P  | GF | GS | DR  |
|  | ---- | ---------------- | -- | -- | -- | -- | -- | -- | -- | --- |
|  | 1.   | Linfield         | 73 | 32 | 23 | 4  | 5  | 58 | 23 | +35 |
|  | 2.   | Larne            | 54 | 33 | 15 | 9  | 9  | 39 | 28 | +11 |
|  | 3.   | Glentoran        | 54 | 33 | 15 | 9  | 9  | 40 | 31 | +9  |
|  | 4.   | Dungannon Swifts | 50 | 32 | 15 | 5  | 12 | 44 | 37 | +7  |
|  | 5.   | Crusaders        | 50 | 33 | 15 | 5  | 13 | 41 | 43 | -2  |
|  | 6.   | Coleraine        | 49 | 33 | 13 | 10 | 10 | 49 | 41 | +8  |
|  | 7.   | Cliftonville     | 46 | 33 | 13 | 7  | 13 | 44 | 37 | +7  |
|  | 8.   | Portadown        | 46 | 33 | 13 | 7  | 13 | 39 | 38 | +1  |
|  | 9.   | Ballymena Utd    | 43 | 33 | 13 | 4  | 16 | 40 | 42 | -2  |
|  | 10.  | Glenavon         | 39 | 33 | 10 | 9  | 14 | 35 | 43 | -8  |
|  | 11.  | Carrick Rangers  | 27 | 33 | 6  | 9  | 18 | 24 | 48 | -24 |
|  | 12.  | Loughgall        | 18 | 33 | 4  | 6  | 23 | 29 | 71 | -42 |

Legenda:
      Ammesse alla poule scudetto
      Ammesse alla poule retrocessione
Note:
Tre punti a vittoria, uno a pareggio, zero a sconfitta.

## Poule scudetto
Le squadre mantengono i punti conquistati nella stagione regolare.

### Classifica finale
|  | Pos. | Squadra          | Pt | G  | V  | N  | P  | GF | GS | DR  |
|  | ---- | ---------------- | -- | -- | -- | -- | -- | -- | -- | --- |
|  | 1.   | Linfield         | 85 | 38 | 27 | 4  | 7  | 69 | 28 | +41 |
|  | 2.   | Larne            | 63 | 38 | 17 | 12 | 9  | 46 | 33 | +13 |
|  | 3.   | Glentoran        | 61 | 38 | 17 | 10 | 11 | 49 | 37 | +12 |
|  | 4.   | Dungannon Swifts | 57 | 38 | 17 | 6  | 15 | 51 | 48 | +3  |
|  | 5.   | Coleraine        | 55 | 38 | 15 | 10 | 13 | 55 | 50 | +5  |
|  | 6.   | Crusaders        | 54 | 38 | 16 | 6  | 16 | 47 | 53 | -6  |

Legenda:
      Campione dell'Irlanda del Nord e ammessa alla UEFA Champions League 2025-2026
      Ammessa alla UEFA Conference League 2025-2026
 Ammessa ai play-off per la UEFA Conference League 2025-2026
Note:
Tre punti a vittoria, uno a pareggio, zero a sconfitta.

## Poule retrocessione
Le squadre mantengono i punti conquistati nella stagione regolare.

### Classifica finale
|  | Pos. | Squadra         | Pt | G  | V  | N  | P  | GF | GS | DR  |
|  | ---- | --------------- | -- | -- | -- | -- | -- | -- | -- | --- |
|  | 7.   | Cliftonville    | 58 | 38 | 17 | 7  | 14 | 58 | 41 | +17 |
|  | 8.   | Portadown       | 56 | 38 | 16 | 8  | 14 | 48 | 45 | +3  |
|  | 9.   | Ballymena Utd   | 47 | 38 | 14 | 5  | 19 | 47 | 54 | -7  |
|  | 10.  | Glenavon        | 46 | 38 | 12 | 10 | 16 | 42 | 47 | -5  |
|  | 11.  | Carrick Rangers | 32 | 38 | 7  | 11 | 20 | 32 | 59 | -27 |
|  | 12.  | Loughgall       | 22 | 38 | 5  | 7  | 26 | 36 | 85 | -49 |

Legenda:
 Ammessa allo spareggio promozione/retrocessione
      Retrocessa in NIFL Championship 2025-2026
Note:
Tre punti a vittoria, uno a pareggio, zero a sconfitta.

## Spareggi

### Spareggi per la Conference League

#### Semifinali
|           | Risultati |              | Luogo e data             |
| --------- | --------- | ------------ | ------------------------ |
| Glentoran | 0 - 2     | Cliftonville | Belfast, 7 maggio 2025   |
| Coleraine | 1 - 0     | Crusaders    | Coleraine, 7 maggio 2025 |
|           |           |              |                          |

#### Finale
|           | Risultati |              | Luogo e data              |
| --------- | --------- | ------------ | ------------------------- |
| Coleraine | 0 - 2     | Cliftonville | Coleraine, 11 maggio 2025 |
|           |           |              |                           |

### Spareggio promozione/retrocessione
L'undicesima classificata in Premiership sfida la vincitrice dei play-off della NIFL Championship per un posto in Premiership.
|                 | Risultati |                 | Luogo e data                 |
| --------------- | --------- | --------------- | ---------------------------- |
| Annagh Utd      | 2 - 5     | Carrick Rangers | Portadown, 29 aprile 2025    |
| Carrick Rangers | 3 - 1     | Annagh Utd      | Carrickfergus, 2 maggio 2025 |
|                 |           |                 |                              |